# Palacio de los San Juan

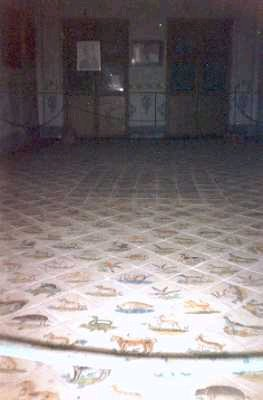
Palacio de los San Juan.Vista del pavimento de uno de los salones.

El palacio de los San Juan situado en la población de Cinctorres (Provincia de Castellón, España) es un ejemplo clásico de tipología de palacio urbano, con elementos originales de arquitectura gótica valenciana con reestructuración de finales del siglo XVIII de carácter neobarroco. 

## Características
Se trata de un edificio de planta cuadrangular y tres niveles. Lo más singular de esta arquitectura es: en planta baja, el gran espacio columnario de entrada, en la zona central, el núcleo de la escalera de comunicación entre las tres plantas; en la planta noble (p. primera), los dos salones con un singularísimo pavimento cerámico, citado en las publicaciones especializadas. En cuanto al aspecto exterior destaca, como elemento típico de esta arquitectura, la cornisa con doble orden de canes.